# Edwin F. Beckenbach
Edwin Ford Beckenbach (* 18. Juli 1906 in Oak Cliff, Dallas County, Texas; † 5. September 1982 in Syracuse, New York) war ein US-amerikanischer Mathematiker.

## Leben
Beckenbach war der Sohn eines Lederarbeiters und väterlicherseits der Enkel von Einwanderern aus Deutschland. Er studierte ab 1924 an der Rice University, wo er 1929 seinen Master-Abschluss machte und 1931 bei Lester R. Ford mit der Schrift Minimal Surfaces in Euclidean N-Space promovierte. Als Post-Doc war er als National Research Fellow an der Princeton University, der Ohio State University und der University of Chicago. Ab 1933 war er Instructor an der Rice University und ab 1950 Assistant Professor an der University of Michigan. 1942 wurde er Associate Professor an der University of Texas und war ab 1945 Professor an der UCLA, wo er die Entwicklung des Graduate-Programms leitete (der erste Doktorand in Mathematik an der UCLA wurde von ihm betreut) und führend in der Gründung des Institute of Numerical Analysis (1948) war (damals ein Zweig des National Bureau of Standards), an dem Ende der 1940er Jahre ein früher Röhrencomputer (SWAC) gebaut und 1950 in Betrieb genommen wurde (für kurze Zeit damals der schnellste Rechner der Welt). 1974 wurde er Professor Emeritus. 1949 bis 1963 war er Berater der Rand Corporation und 1951/52 am Institute for Advanced Study.
1958/59 war er als Guggenheim Fellow an der ETH Zürich. 1983 erhielt er den Distinguished Service Award der Mathematical Association of America.
Beckenbach beschäftigte sich unter anderem mit Ungleichungen und organisierte drei Oberwolfach-Seminare dazu (1976, 1978, 1981). Er war Mitautor mehrerer US-amerikanischer Mathematik-Lehrbücher für Gymnasien (Colleges), unter anderem über Trigonometrie, Algebra, Analytische Geometrie.
Mit Frantisek Wolf gründete er 1951 das Pacific Journal of Mathematics, dessen erster Herausgeber er war.
Er war von 1933 bis 1960 verheiratet mit Madelene Shelby Simons und hatte aus dieser Ehe einen Sohn und zwei Töchter. 1960 wurde die Ehe geschieden und er heiratete im gleichen Jahr seine zweite Frau Alice Judson Curtiss.

## Schriften
- Concepts of Communication, Krieger 1971
- Inequalities, Ergebnisse der Mathematik, Springer Verlag, erste Auflage 1961 mit Richard Bellman, 2. Auflage 1965, 1971
- mit Richard Bellman: Introduction to Inequalities, Random House 1961
- Herausgeber: Modern Mathematics for the Engineer, McGraw Hill 1957
- Herausgeber: Applied combinatorial mathematics, Wiley 1964